# خداشناسی اسطوره‌ای
خداشناسی اسطوره‌ای یا الهیات اسطوره‌ای (به انگلیسی: Mythical theology)، یکی از سه نوع دسته‌بندی الهیات است که توسط محقق رومی مارکوس ترنتیوس وارو (۱۱۶ – ۲۷ پیش از میلاد) در اثر گمشده خود Antiquitates rerum humanarum et divinarum تعریف کرده‌است. دو مورد دیگر، الهیات سیاسی و الهیات طبیعی هستند.